# Chondrilla macrocarpa
Chondrilla macrocarpa là một loài thực vật có hoa trong họ Cúc. Loài này được Leonova mô tả khoa học đầu tiên.